# Vicente Guillot
Vicente Guillot Fabián (Aldaya, Valencia, España; 15 de julio de 1941) es un exfutbolista internacional español. En sus ocho temporadas en el Valencia C. F., logró dos Copa de Ferias y una Copa del Rey. Fue un auténtico ídolo, llegando a dividir a la afición en dos grandes bloques, los waldistas (partidarios del delantero brasileño Waldo Machado) y sus partidarios, conocidos como guillotistas. Sin embargo, eran de características tan diferentes que formaron una sociedad letal para los contrarios.
Guillot era un jugador pequeño, rápido, con gran sprint y regate, capaz tanto de lo mejor como de lo peor debido a su gran irregularidad.

## Biografía
Jugó de extremo y su primer equipo fue el Valencia CF. 
Tras pasar dos años en el CD Mestalla, filial del equipo valencianista, el ingreso de Guillot en la primera plantilla che se produjo durante una gira de pretemporada que realizó el equipo por diversos países de Europa. Tan gran rendimiento ofreció que el entrenador decidió darle la oportunidad de debutar oficialmente con el primer equipo.
En sus ocho temporadas en la primera plantilla valencianista, Guillot fue un auténtico ídolo, llegando a dividir a la afición en dos grandes bloques, los waldistas (partidarios del delantero brasileño Waldo Machado) y sus partidarios, conocidos como guillotistas. Sin embargo eran de características tan diferentes que formaron una sociedad letal para los contrarios.
Guillot era un jugador pequeño, rápido, con gran sprint y dribling y capaz tanto de lo mejor como de lo peor debido a su gran irregularidad.
Esta fue una época dorada del Valencia CF logrando Guillot dos copas de feria y una Copa del Rey.
La llegada de Alfredo Di Stéfano al cargo de entrenador del Valencia CF supuso la salida de este tanto de Guillot como de Waldo, en una decisión que fue muy critiada por la afición. 
Tras esto, Guillot fichó por el Elche CF en el que disputó una temporada más a un nivel no muy alto.

### Selección nacional
Fue internacional con la Selección nacional de fútbol de España un total de seis partidos, anotando cuatro goles. Su debut se produjo el 1 de noviembre de 1962 ante Rumanía en Madrid.

## Clubes
| Club        | País   | Año       | Partidos | Goles |
| ----------- | ------ | --------- | -------- | ----- |
| Valencia CF | España | 1961-1970 | 152      | 51    |
| Elche CF    | España | 1970-1971 | 14       | 2     |

## Títulos

### Campeonatos nacionales
| Título       | Club        | País   | Año  |
| ------------ | ----------- | ------ | ---- |
| Copa del Rey | Valencia CF | España | 1967 |

### Campeonatos internacionales
| Título         | Club        | País   | Año     |
| -------------- | ----------- | ------ | ------- |
| Copa de Ferias | Valencia CF | España | 1961-62 |
| Copa de Ferias | Valencia CF | España | 1962-63 |